# ام‌اس پرل سی‌ویز
ام‌اس پرل سی‌ویز (به انگلیسی: MS Pearl Seaways) یک کشتی است. این کشتی در سال ۱۹۸۸ ساخته شد.